# Secrétaire d'État (Développement international)
Le secrétaire d'État (Développement international), anciennement désigné ministre de la Coopération internationale puis ministre du Développement international, est le membre du Cabinet du Canada chargé de la politique de développement international au sein d'Affaires mondiales Canada. Ce poste remplace le poste de ministre d'État aux Relations extérieures (1982–1983) et de ministre des Relations extérieures (1983–1993).
Le titulaire actuel du poste est Randeep Sarai, depuis le 13 mai 2025.

## Liste des titulaires
| Titulaire Parti                                 | Titulaire Parti                         | Titulaire Parti                         | Début                                   | Fin                                     | Cabinet          |
| ----------------------------------------------- | --------------------------------------- | --------------------------------------- | --------------------------------------- | --------------------------------------- | ---------------- |
| Ministre du Développement international         | Ministre du Développement international | Ministre du Développement international | Ministre du Développement international | Ministre du Développement international | 28e (Harper)     |
|                                                 |                                         | Christian Paradis Conservateur          | 15 juillet 2013                         | 4 novembre 2015                         | 28e (Harper)     |
|                                                 |                                         | Marie-Claude Bibeau Libéral             | 4 novembre 2015                         | 1er mars 2019                           | 29e (J. Trudeau) |
|                                                 |                                         | Maryam Monsef Libéral                   | 1er mars 2019                           | 21 novembre 2019                        | 29e (J. Trudeau) |
|                                                 |                                         | Karina Gould Libéral                    | 21 novembre 2019                        | 26 octobre 2021                         | 29e (J. Trudeau) |
|                                                 |                                         | Harjit Sajjan Libéral                   | 26 octobre 2021                         | 26 juillet 2023                         | 29e (J. Trudeau) |
|                                                 |                                         | Ahmed Hussen Libéral                    | 26 juillet 2023                         | 14 mars 2025                            | 29e (J. Trudeau) |
|                                                 |                                         | Mélanie Joly Libéral                    | 14 mars 2025                            | 12 mai 2025                             | 30e (M. Carney)  |
| Secrétaire d'État (Développement international) |                                         |                                         |                                         |                                         | 30e (M. Carney)  |
|                                                 |                                         | Randeep Sarai Libéral                   | 13 mai 2025                             | En fonction                             | 30e (M. Carney)  |

### Ancien postes

#### Ministre de la Coopération internationale (1996-2013)
| Ministre Parti | Ministre Parti | Ministre Parti              | Début            | Fin              | Cabinet        |
| -------------- | -------------- | --------------------------- | ---------------- | ---------------- | -------------- |
|                |                | Pierre Pettigrew Libéral    | 25 janvier 1996  | 3 octobre 1996   | 26e (Chrétien) |
|                |                | Don Boudria Libéral         | 4 octobre 1996   | 10 juin 1997     | 26e (Chrétien) |
|                |                | Diane Marleau Libéral       | 11 juin 1997     | 2 août 1999      | 26e (Chrétien) |
|                |                | Maria Minna Libéral         | 3 août 1999      | 14 janvier 2002  | 26e (Chrétien) |
|                |                | Susan Whelan Libéral        | 15 janvier 2002  | 11 décembre 2003 | 26e (Chrétien) |
|                |                | Aileen Carroll Libéral      | 12 décembre 2003 | 5 février 2006   | 27e (Martin)   |
|                |                | Josée Verner Conservateur   | 6 février 2006   | 13 août 2007     | 28e (Harper)   |
|                |                | Bev Oda Conservateur        | 14 août 2007     | 3 juillet 2012   | 28e (Harper)   |
|                |                | Julian Fantino Conservateur | 4 juillet 2012   | 14 juillet 2013  | 28e (Harper)   |